# Penryn
Penryn – кодове ім'я ядра мікропроцесорів Intel, що випускалися в різних конфігураціях з 2007 по 2011 роки під брендами Core 2 Solo, Core 2 Duo, Core 2 Quad, Pentium та Celeron.
Відповідно до схеми циклів виробництва "Тік-так", на етапі розробки нової продукції 2007/2008 років, кодовим ім'ям "Penryn" також позначався виробничий цикл "Тік". На цьому етапі ядро Merom було зменшено у розмірі шляхом переходу до 45 нм техпроцесу із застосуванням нових матеріалів і отримало ідентифікатор моделі 23 (CPUID). Крім того, терміном "Penryn" іноді позначаються усі 45 нм чипи процесорів архітектури Core 2.
Чипи з архітектурою Penryn бувають двох розмірів: з 6 МіБ і 3 МіБ кеш-пам'яті L2. Малопотужна версія ядра Penryn відома як Penryn-L. Зменшений варіант, що використовується в одноядерних процесорах, зазвичай має назву Penryn-3M. Penryn-QC має чотири ядра і виготовляється з двох чипів, кожний з яких має два ядра і по 6 МіБ кеш-пам'яті.
Версією Penryn для настільних комп'ютерів є Wolfdale, а двохсокетною серверною версією – Wolfdale-DP. Penryn-QC відповідає ядру Yorkfield для настільних ПК і ядру Harpertown для серверів. Багатопроцесорний серверний чип Dunnington є більш далеким родичем, оскільки він побудований на іншій топології, але з використанням тієї ж 45 нм мікроархітектури Core.
В подальшому Penryn був замінений процесорами, заснованими на мікроархітектурі Nehalem – двоядерним Arrandale та чотириядерним Clarksfield.
Кодове ім'я Penryn обрано відповідно до назви міста Пенрін у штаті Каліфорнія, США (також див. Список кодових імен продукції Intel).

## Варіанти

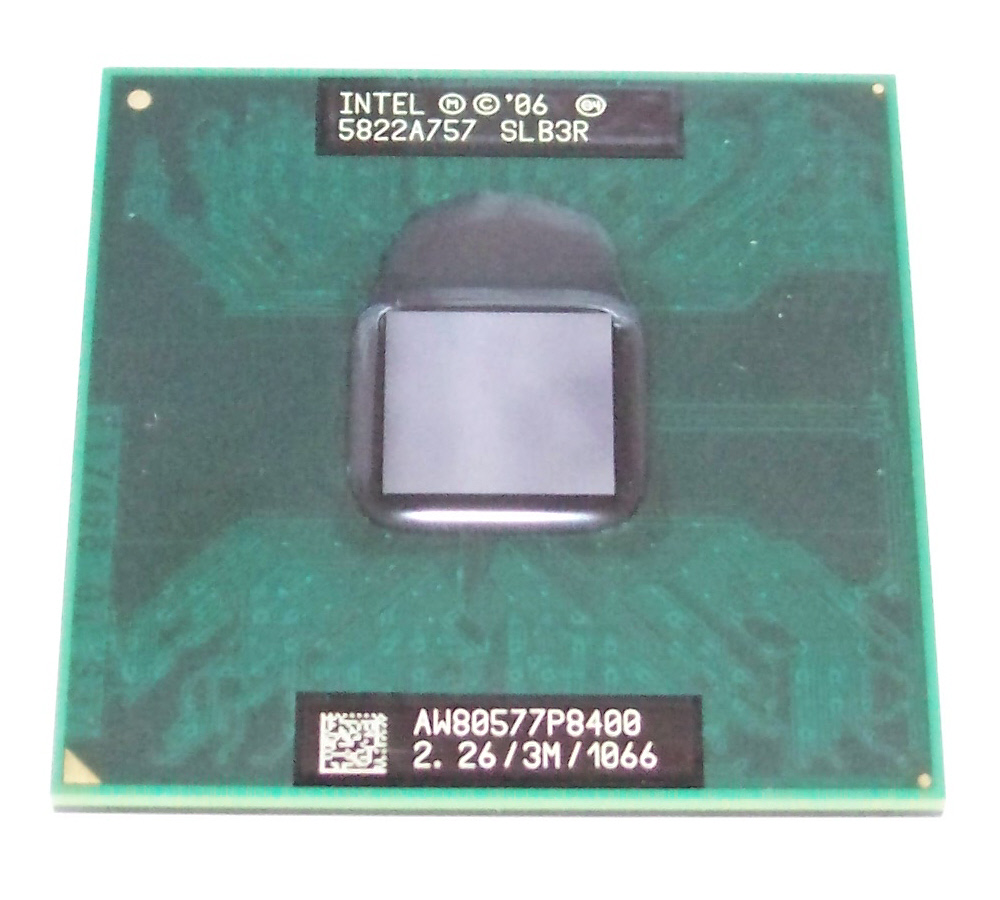
Процесор Intel Core 2 Duo, модель P8400
2,26 ГГц / L2: 3MB / FSB: 1066 MT/s
ядро: Penryn-3M, SLB3R.

| Кодове ім'я | Бренд          | Модель (список) | Ядра | кеш L2      | Роз'єм          | TDP      |
| ----------- | -------------- | --------------- | ---- | ----------- | --------------- | -------- |
| Penryn-L    | Core 2 Solo    | SU3xxx          | 1    | 3 МіБ       | BGA956          | 5,5 Вт   |
| Penryn-3M   | Core 2 Duo     | SU7xxx          | 2    | 3 МіБ       | BGA956          | 10 Вт    |
| Penryn-3M   | Core 2 Duo     | SU9xxx          | 2    | 3 МіБ       | BGA956          | 10 Вт    |
| Penryn      | Core 2 Duo     | SL9xxx          | 2    | 6 МіБ       | BGA956          | 17 Вт    |
| Penryn      | Core 2 Duo     | SP9xxx          | 2    | 6 МіБ       | BGA956          | 25/28 Вт |
| Penryn-3M   | Core 2 Duo     | P7xxx           | 2    | 3 МіБ       | Socket P FCBGA6 | 25 Вт    |
| Penryn-3M   | Core 2 Duo     | P8xxx           | 2    | 3 МіБ       | Socket P FCBGA6 | 25 Вт    |
| Penryn      | Core 2 Duo     | P9xxx           | 2    | 6 МіБ       | Socket P FCBGA6 | 25 Вт    |
| Penryn-3M   | Core 2 Duo     | T6xxx           | 2    | 2 МіБ       | Socket P FCBGA6 | 35 Вт    |
| Penryn-3M   | Core 2 Duo     | T8xxx           | 2    | 3 МіБ       | Socket P FCBGA6 | 35 Вт    |
| Penryn      | Core 2 Duo     | T9xxx           | 2    | 6 МіБ       | Socket P FCBGA6 | 35 Вт    |
| Penryn      | Core 2 Duo     | E8x35           | 2    | 6 МіБ       | Socket P        | 35-55 Вт |
| Penryn-QC   | Core 2 Quad    | Q9xxx           | 4    | 2x3-2x6 МіБ | Socket P        | 45 Вт    |
| Penryn XE   | Core 2 Extreme | X9xxx           | 2    | 6 МіБ       | Socket P        | 44 Вт    |
| Penryn-QC   | Core 2 Extreme | QX9xxx          | 4    | 2x6 МіБ     | Socket P        | 45 Вт    |
| Penryn-3M   | Celeron        | T3xxx           | 2    | 1 МіБ       | Socket P        | 35 Вт    |
| Penryn-3M   | Celeron        | SU2xxx          | 2    | 1 МіБ       | µFC-BGA 956     | 10 Вт    |
| Penryn-L    | Celeron        | 9xx             | 1    | 1 МіБ       | Socket P        | 35 Вт    |
| Penryn-L    | Celeron        | 7x3             | 1    | 1 МіБ       | µFC-BGA 956     | 10 Вт    |
| Penryn-3M   | Pentium        | T4xxx           | 2    | 1 МіБ       | Socket P        | 35 Вт    |
| Penryn-3M   | Pentium        | SU4xxx          | 2    | 2 МіБ       | µFC-BGA 956     | 10 Вт    |
| Penryn-L    | Pentium        | SU2xxx          | 1    | 2 МіБ       | µFC-BGA 956     | 5,5 Вт   |

## Технічні спеціфікації
Разом із випуском процесорів Penryn, компанія Intel одночасно пішла на радикальні оновлення технології напівпровідникового виробництва, що застосовується для їх виготовлення. Для нових процесорів було не тільки зменшено розмір транзистора з 65 нм до 45 нм, але й істотно змінено принцип формування транзисторів на кристалі напівпровідника.
Усі попередні процесори виготовлялися за класичною технологією MOSFET, відомою ще з 1960-х років, яка на цей час вже вичерпала свої фізичні можливості. Основними матеріалами при цьому виступали лише кремній та діоксид кремнію як діелектрик. Компанія Intel стала першим виробником, який додав до цієї технології іншу речовину. Шар діоксиду кремнію був замінений діелектриком із високою діелектричною проникністю на основі гафнію (так званий "high-K діелектрик"). Крім того, затвори транзисторів, що раніше формувалися з кремнію, почали виготовлятися з металу. Усі ці заходи дозволили зменшити у транзисторів струми витоку, які значно підвищують тепловиділення процесора, більше ніж у 100 разів. Одночасно з цим, швидкість перемикання транзисторів збільшилася на 20%, а характеристики перехідних процесів при перемиканні стали такими, що сприяють збереженню чистоти сигналів. На думку деяких фахівців, запровадження High-K діелектриків та металічних затворів виявилося складнішою, але значно ефективнішою задачею ніж звичайний перехід на новий, більш тонкий техпроцес. Саме завдяки застосуванню нових матеріалів, Penryn отримав істотний потенціал подальшого нарощування робочих тактових частот.
Додатково, запровадження нового 45 нм техпроцесу дозволило збільшити щільність розташування транзисторів на кристалі майже у 2 рази. Це дало змогу при кількості транзисторів у 410 мільйонів, зменшити площу кристалу до 107 мм2 і підвищити тим самим відсоток випуску працездатних ядер. Крім того, зменшення розміру транзисторів дозволило на 30% скоротити струми, необхідні для їх перемикання і ще на 20% підвищити їх частотний потенціал.
З метою подальшого скорочення енергоспоживання і тепловиділення, у Penryn було реалізовано удосконалену технологію керування живленням. Вона передбачає п'ять режимів подачі живлення до процесора (стани С0, С1, С3, С4 та С6) і дозволяє здійснювати за потребою більш глибоке знеструмлення його елементів. Ця система працює повністю автоматично і не потребує ніякого втручання з боку програмного забезпечення або користувача.
В результаті, двоядерні процесори під брендами Core 2 до створення Penryn поступалися процесорам від конкурента AMD Athlon 64 X2 за рівнями енергоспоживання і саме поява Penryn дозволила змінити ситуацію.
Важливим нововведенням стало додавання у ядро нових обчислювальних інструкцій SSE4, більшість з яких призначена для прискорення роботи у задачах обробки відео, а також в іграх та медійних додатках. Усього, набір SSE4 складається з 54 нових команд, але на момент випуску Penryn компанія Intel встигла реалізувати тільки 47 з них. Через це, команди SSE4, що реалізовані у ядрі Penryn, отримали назву SSE4.1 (версія 1, також відомі як "Нові інструкції Penryn"). Друга версія (SSE4.2), що містить 7 команд що залишились і завершує повний набір інструкцій SSE4, з'явилася у наступнику Penryn – процесорі під кодовим ім'ям Nehalem.
Обчислювальний конвеєр ядра Penryn складається з 14 рівнів. Розмір кешу рівня L2 було збільшено до 6 МіБ для двоядерних версій, та 12 МіБ для чотириядерних. Існували також різновиди Penryn із скороченим у 2 рази розміром кешу L2, що становив 3 МіБ. Удосконалено виявилася також технологія віртуалізації, внаслідок чого, швидкість перемикання процесора між віртуальними машинами зросла на 25-75%.

## Penryn
Penryn є наступником ядра Merom для мобільних процесорів Core 2 Duo серій T5000/T7000. Багато подробиць про нього стали відомі у квітні 2007 року на Intel Developer Forum.
Нові 45 нм двоядерні процесори Intel Core 2 Duo та Core 2 Extreme, засновані на ядрі Penryn, були випущені 6 січня 2008 року. Їх тепловий пакет становив 35 Вт. Hewlett-Packard почала пропонувати першу з моделей – T9500, починаючи з кінця січня 2008. Тактова частота T9500 становила 2,6 ГГц, що перевищувало частоти усіх процесорів на ядрі Merom (за винятком серії Extreme Edition), а кеш рівня L2 становив 6 МіБ (у порівнянні з 4 МіБ для Merom).
Усі процесори моделей SL9xxx, SP9xxx, P9xxx, T9xxx та X9xxx мають ядро Penryn із повним розміром кешу L2, що становить 6 МіБ. В той же час, процесори P7xxx, P8xxx та T8xxx можуть бути або Penryn-3M або Penryn, у якого доступно лише 3 МіБ кешу. Засобами програмного забезпечення їх розрізнити неможливо, але Penryn має код продукту 80576.
28 квітня 2008 року Intel випустила чипи серії E8xxx, призначені спеціально для комп'ютерів Apple. Їх максимальну тактову частоту було підвищено до 3,07 ГГц, а пропускна здатність шини FSB зросла до 1066 МТ/с. Розмір його спільного кешу L2 становив 6 МіБ. Хоча цей чип мав код моделі E8xxx і використовувався у настільних комп'ютерах, але він мав той самий тип корпусу, що і у мобільних процесорів. Тому можна вважати, що E8xxx відноситься до Penryn, а не Wolfdale.
Penryn працює із чипсетами серії Bearlake для настільних ПК, які були представлені у другому кварталі 2007 року. Деякі їхні моделі мають збільшену продуктивність шини до 1333 МТ/с чи 1600 МТ/с (забезпечує зв'язок із північним мостом, тощо) та мають підтримку пам'яті DDR3 SDRAM. У ноутбуках та іншому мобільному обладнанні Penryn працює із мобільним чипсетом серії Crestline, який не підтримує DDR3 або із GS45, який підтримує як DDR2, так і DDR3. Intel сподівається, що підтримка DDR3 покращить здатність мобільного обладнання працювати в умовах обмеженого живлення та слабкого охолодження.
В цілому, при реальному порівнянні із ядрами Merom на тій самій тактовій частоті, Penryn забезпечує мобільним комп'ютерам приблизно на 6,4% більшу продуктивність і при цьому підвищує тривалість їх роботи від батарей на 16%.

## Penryn-3M
Penryn-3M має зменшений кристал (площа 82 мм2 замість 107 мм2) і використовується в мобільних процесорах із розмірами кешу L2 3 МіБ або менше. Він виступає у ролі наступника ядра Merom-2M і має код продукту 80577. Процесори Core 2 початкового рівня із ядром Penryn-3M належать до серії T6xxx і мають 2 МіБ кешу L2. Тактові частоти досягають 2 ГГц починаючи з моделі T6400. Інші процесори на ядрі Penryn-3M випускаються під брендами Celeron (серії T3xxx), Pentium (серії T4xxx) і Core 2 Duo (серії SU9xxx, P7xxx, P8xxx, T8xxx).
У вересні 2009 року Intel представила нові процесори із наднизькою робочою напругою (CULV), засновані на Penryn-3M. До них належать Celeron (серії SU2xxx), Pentium (серії SU4xxx) та Core 2 Duo (серії SU7xxx) із розмірами активного кешу L2 – 1, 2 та 3 МіБ. Як і попередні процесори Core 2 Duo серії SU9xxx, вони завжди припаюються до материнської плати у корпусі BGA956 і мають тепловий пакет лише 10 Вт.

## Penryn-L
Скоріше за все, Penryn-L не є окремим чипом, а являє собою лише версію Penryn-3M із одним працюючим ядром. Тим не менш, він має власний код продукту 80585. Penryn-L використовувався у процесорах під брендом Core 2 Solo із наднизькою робочою напругою (серія SU3xxx), під брендом Celeron (серія 9xx), CULV Celeron (серія 7xx) та Pentium (серія SU2xxx). Версії Celeron мають лише 1 МіБ кешу L2, а версії Pentium – 2 МіБ.

## Penryn-QC
У серпні 2008 року Intel випустила свої два перших чотириядерних процесори для ноутбуків – Core 2 Quad Q9100 та Core 2 Extreme QX9300. Вони споживають більшу потужність (45 Вт) і вимагають кращого охолодження ніж інші процесори Penryn, через що вони не можуть бути автоматично сумісні з усіма ноутбуками платформи Centrino 2. Крім того, версія Extreme потребує чипсету серії GS45/GM45/PM45.
За своїми основними характеристиками вони є подібними до аналогічних чотириядерних процесорів для настільних ПК (Yorkfield), за винятком того, що мають зменшену швидкість шини FSB (266 МГц замість 333 МГц чи 400 МГц). Розмір кешу L2 у них так само дорівнює 12 МіБ. Кожний процесор складається з двох окремих двоядерних кристалів Penryn загальною площею 214 мм2 у єдиному корпусі. Загальна кількість транзисторів становить 820 мільйонів.

## Зовнішні посилання
- Перелік продуктів Intel із кодовим ім'ям Penryn [Архівовано 14 жовтня 2013 у Wayback Machine.] корпорація Intel (англ.)